# Carbondale, Pennsylvania
Carbondale là một thành phố thuộc quận Lackawanna, tiểu bang Pennsylvania, Hoa Kỳ. Năm 2010, dân số của thành phố này là 8891 người.